# Président du Conseil exécutif de l'État libre d'Irlande
Le président du Conseil exécutif de l'État libre d'Irlande (anglais : President of the Executive Council of the Irish Free State, irlandais : Uachtarán ar Ard-Chomhairle Shaorstát Éireann) est le chef du gouvernement de l'État libre d'Irlande entre 1922 et 1937. Il est nommé par le gouverneur général de l'État libre d'Irlande (anglais : Governor-General of the Irish Free State) sur proposition du Dáil Éireann, la chambre basse du parlement et doit jouir de la confiance du Dáil pour rester en poste. Ce poste est remplacé par celui de Taoiseach (Premier ministre), bien que les suivants soient numérotés à partir du premier président de l'exécutif.

## Nomination
Le président du Conseil exécutif est nommé par le Dáil Éireann, puis officiellement nommé par le gouverneur général, bien que celui-ci soit tenu par une convention constitutionnelle d'honorer le choix du Dáil.
Sur le papier, le pouvoir exécutif est confié au gouverneur général, le Conseil exécutif est habilité à « l'aider et à le conseiller ». Cependant, il stipule également que le gouverneur général ne peut exercer ses pouvoirs que conformément à la pratique constitutionnelle établie au Canada. Ainsi, le gouverneur général doit exercer ses pouvoirs sur l'avis du Conseil exécutif, faisant du président du conseil le chef politique de facto de l'État libre.
Une fois qu'il a nommé le président, le gouverneur général nomme les autres membres du Conseil exécutif sur proposition du président. Le président a la liberté de choisir n'importe quel vice-président (vice-premier ministre) parmi les membres du Dáil, mais le reste du cabinet doit être approuvé par un vote de consentement au Dáil avant de pouvoir prendre ses fonctions. S'il cesse de « conserver le soutien d'une majorité au Dáil Éireann », le président, avec son cabinet, est obligé de démissionner, mais peut continuer à exercer ses fonctions de président par intérim jusqu'à la nomination d'un successeur.
Le mode de nomination du président du Conseil exécutif se fait par l'intermédiaire d'une commission du roi ou du gouverneur général, soit le chef du parti avec une majorité de sièges à la chambre basse du parlement, soit, si aucun parti ne dirige la majorité absolue, celui qui, selon lui, serait le mieux à même d'éviter un vote de défiance.

## Histoire
Le poste de président du Conseil exécutif voit le jour le 6 décembre 1922 avec la création de l'État libre d'Irlande, remplaçant les anciens postes de président du Dáil Éireann et de président du gouvernement provisoire. Seules deux personnes occupent la fonction de président du Conseil exécutif au cours de son existence : W. T. Cosgrave, jusqu'en 1932, et Éamon de Valera par la suite. En vertu d'un amendement constitutionnel adopté en 1936 et de la législation adoptée en 1937, le poste de gouverneur général est aboli, la plupart de ses pouvoirs étant transférés au Conseil exécutif. Dans le même temps, le président du Conseil exécutif cesse d'être officiellement nommé par le gouverneur général, étant désormais simplement élu par le Dáil.
L'État libre d'Irlande est reconstitué sous le nom d' « Ireland » le 29 décembre 1937, lorsque l'actuelle Constitution de l'Irlande entre en vigueur. La nouvelle Constitution aboli le poste de président du Conseil exécutif, le remplaçant par celui de Taoiseach (premier ministre - signifiant littéralement "Chieftain" ou "Leader"). Le Taoiseach occupe une position plus puissante que le président du Conseil exécutif et a le pouvoir à la fois de révoquer les ministres individuellement et de demander la dissolution du parlement de sa propre initiative.

## Liste
| No.                                                    | Nom                 | Photo | Dates du mandat | Dates du mandat  | Mandats   | Parti | Parti               |
| ------------------------------------------------------ | ------------------- | ----- | --------------- | ---------------- | --------- | ----- | ------------------- |
| 1.                                                     | William T. Cosgrave |       | 6 décembre 1922 | 9 mars 1932      | 5 mandats |       | Cumann na nGaedheal |
| 2.                                                     | Éamon de Valera     |       | 9 mars 1932     | 29 décembre 1937 | 3 mandats |       | Fianna Fáil         |
| Poste remplacé par celui de Taoiseach en décembre 1937 |                     |       |                 |                  |           |       |                     |

## Sources
- (en) Laura Cahillane, Drafting the Irish Free State Constitution, Manchester University Press, 2016, 253 p. (ISBN 978-1-78499-511-9).